# Georges Fournier (peintre)
Pour les articles homonymes, voir Georges Fournier (homonymie) et Fournier.
Alphonse Georges Fournier, appelé couramment Georges Fournier est le né le 15 septembre 1855 à Paris 10e et mort le 10 mars 1931 à Versailles, est un peintre, céramiste et photographe français.

## Biographie
Petit fils du chandelier François Marcel Fournier (24 novembre 1775 – 28 septembre 1860). Fils du négociant, Alphonse François Fournier (1er mars 1812 – 14 mai 1899), et Esther Honorine Caillot (25 mai 1818 – 23 juin 1892) qui tenait un négoce, le « magasin Talleterie » de 1840 à 1872, au 7 rue de la Grange aux Belles, Paris 10e.
Georges est né le 15 septembre 1855 au domicile de ses parents, 218 rue du faubourg Saint-Martin, Paris 10e. Il avait pour frère Ernest Fournier (8 mai 1841 – 14 juin 1897), architecte.
Il fait ses études à Paris au lycée Stanislas, puis à l’« École centrale des Arts et Manufacture » de Paris de 1877 à 1879, appelée couramment « Centrale ».
Il commence sa carrière comme ingénieur « inspecteur » des chemins de fer à Pau de 1880 à 1885. Puis prend la direction artistique de la Faïencerie Pierre-Claude Poussin, 17 rue de la faïencerie à Bourg-la-Reine, de 1886 à 1888. Il en devient propriétaire mais fait faillite en 1889. Par la suite il ce consacre à la peinture et possède son propre atelier de peinture au 90 rue d’Assas à Paris 6e.
Il épouse Elisabeth Marie Pinart (née à Rennes le 2 novembre 1870 – 22 décembre 1932) à Paris en février 1892. Ils ont quatre enfants, Germaine née en 1893, Jean en 1895 (ingénieur chimiste à Saint-Gobain), Marthe en 1900 et Marie en 1901.
Élisabeth est originaire du Boulonnais, d’une famille de maître de forges. Elle avait pour oncle au 2e degré, l’ethnologue explorateur Alphonse Pinart.
Georges et sa famille vécurent principalement à Paris et Versailles. Il fit construire en 1913 d’après ses propres plans, une maison de villégiature « Kerlann » à Concarneau au 6 rue Jaques Toiray. Cette villa, conçue pour des artistes, possédait un grand atelier au 2e étage avec une verrière exposée Est pour avoir la lumière blanche du matin. Elle est située dans le quartier des artistes de « l’école de Concarneau » à côté des maisons des peintres Emmi Leuze Hirschfel et son mari Emil-Benediktoff Hirschfeld, Fernand Legout-Gérard et Alfred Guillou.
Il meurt à Versailles à 76 ans par suite d’une congestion cérébrale.

## Œuvres

### Peintures
Il travaillait la semaine dans son atelier rue d’Assas et revenait chez lui à Versailles en fin de semaine. Il y produit de nombreuses œuvres, huiles, gouaches, pastelles et dessins de Paris et ses alentours ainsi que de la Bretagne. Il était associé à la « société des artistes indépendants » et expose, entre autres, en 1906 au 22e « salon des indépendants » aux serres de la ville de Paris, cours de la Reine Paris 8 éme. Une exposition personnelle à au lieu le 5 avril 1897 à Paris à la galerie « Le Barc de Boutteville »  au 47 rue le Pelletier Paris.
Œuvre remarquable :
- Gare de Clamart les poids, peinture à l'huile sur toile.

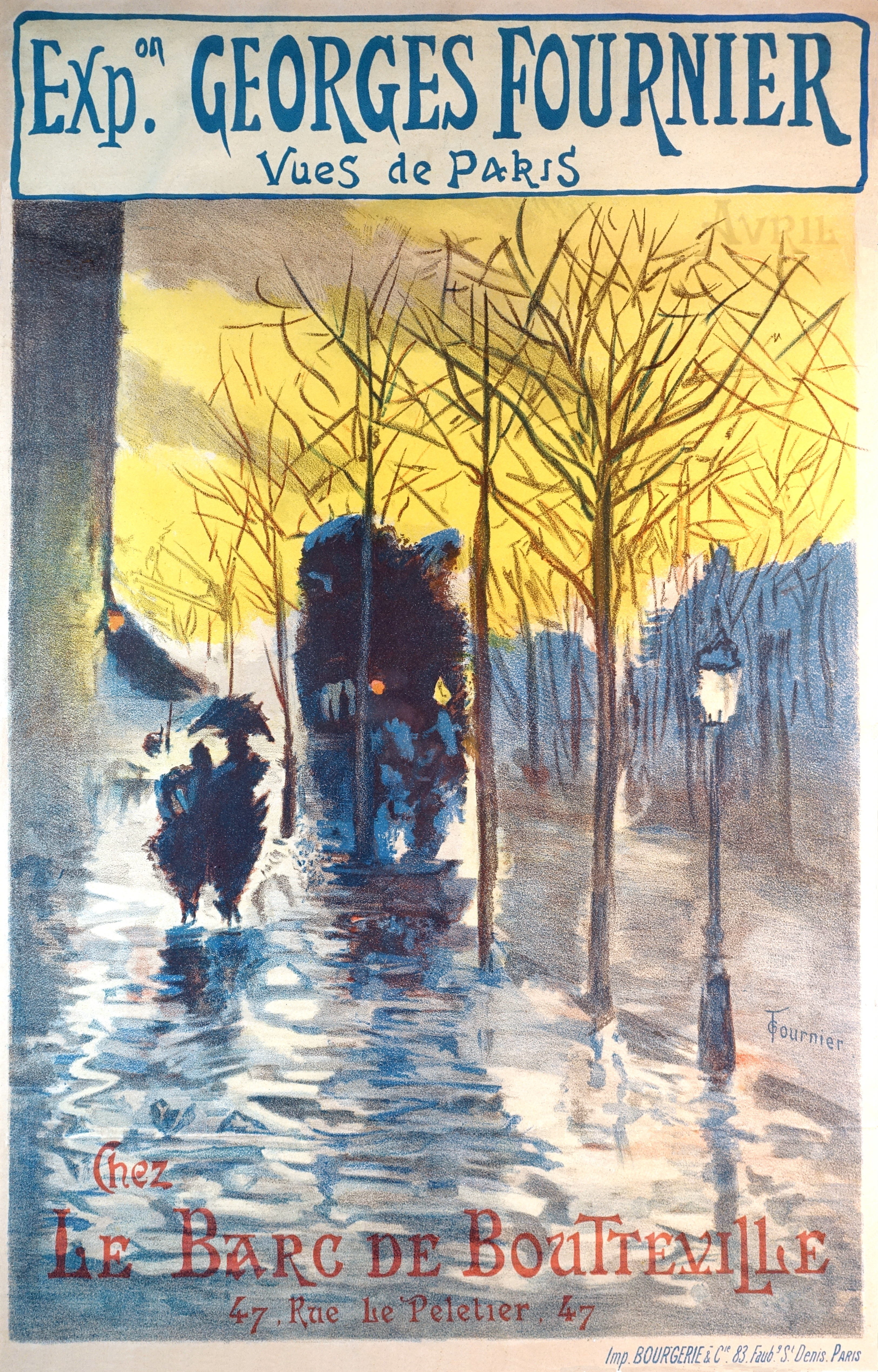
Affiche pour exposition chez le Brac de Boutteville, avril 1897.
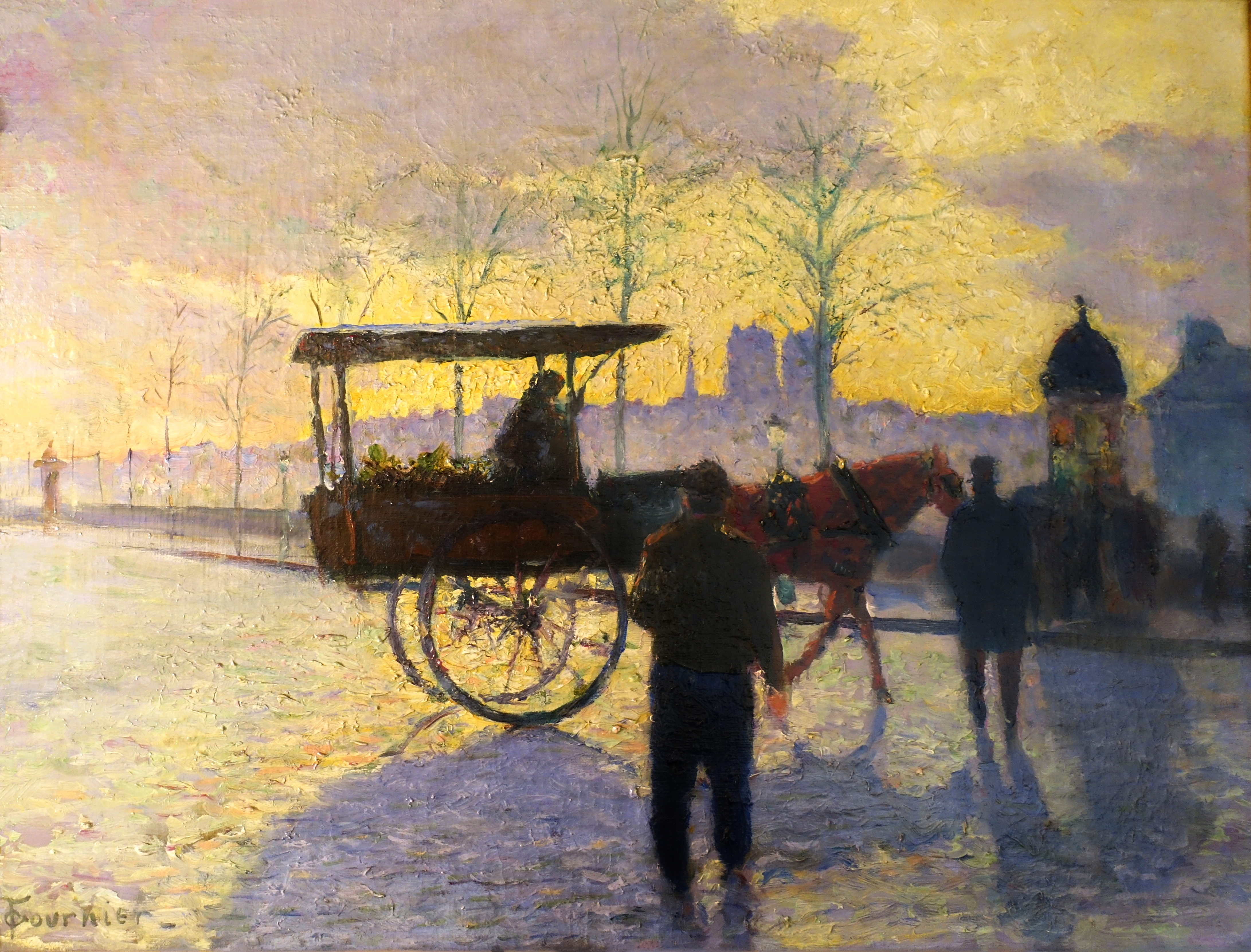
Paris Notre Dame vue du quai de la Mégisserie.
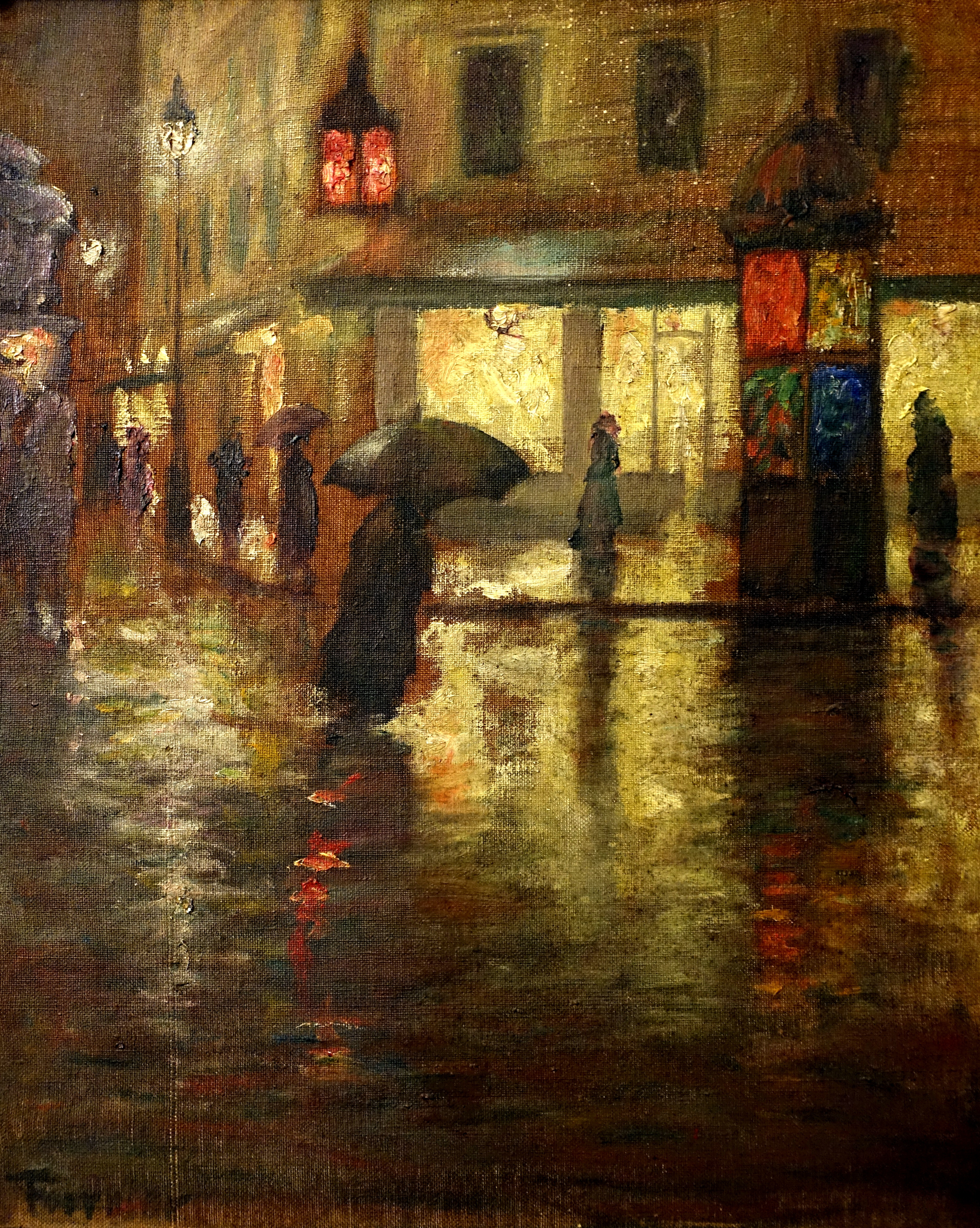
Paris de nuit sous la pluie.
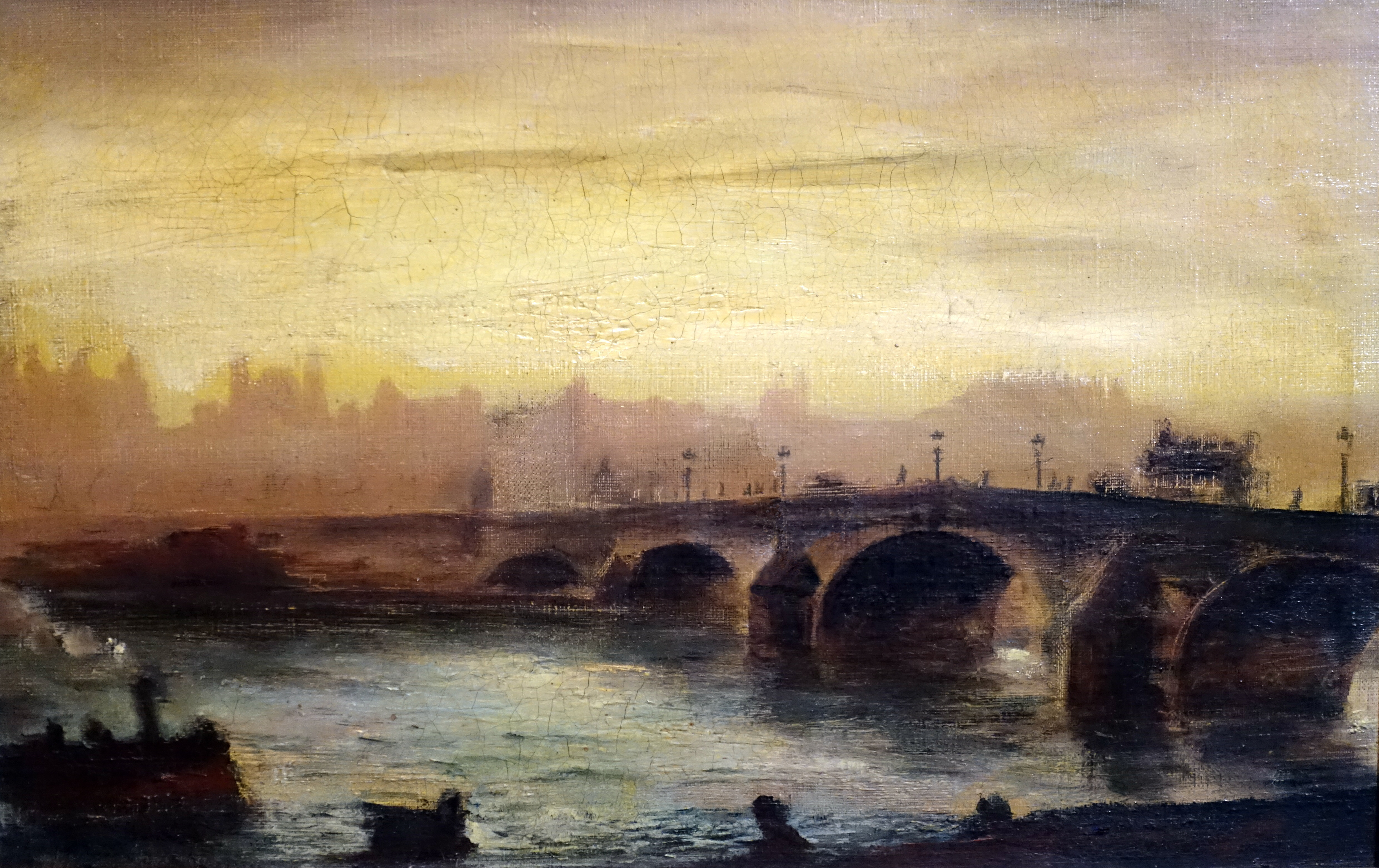
Paris Pont Royal.
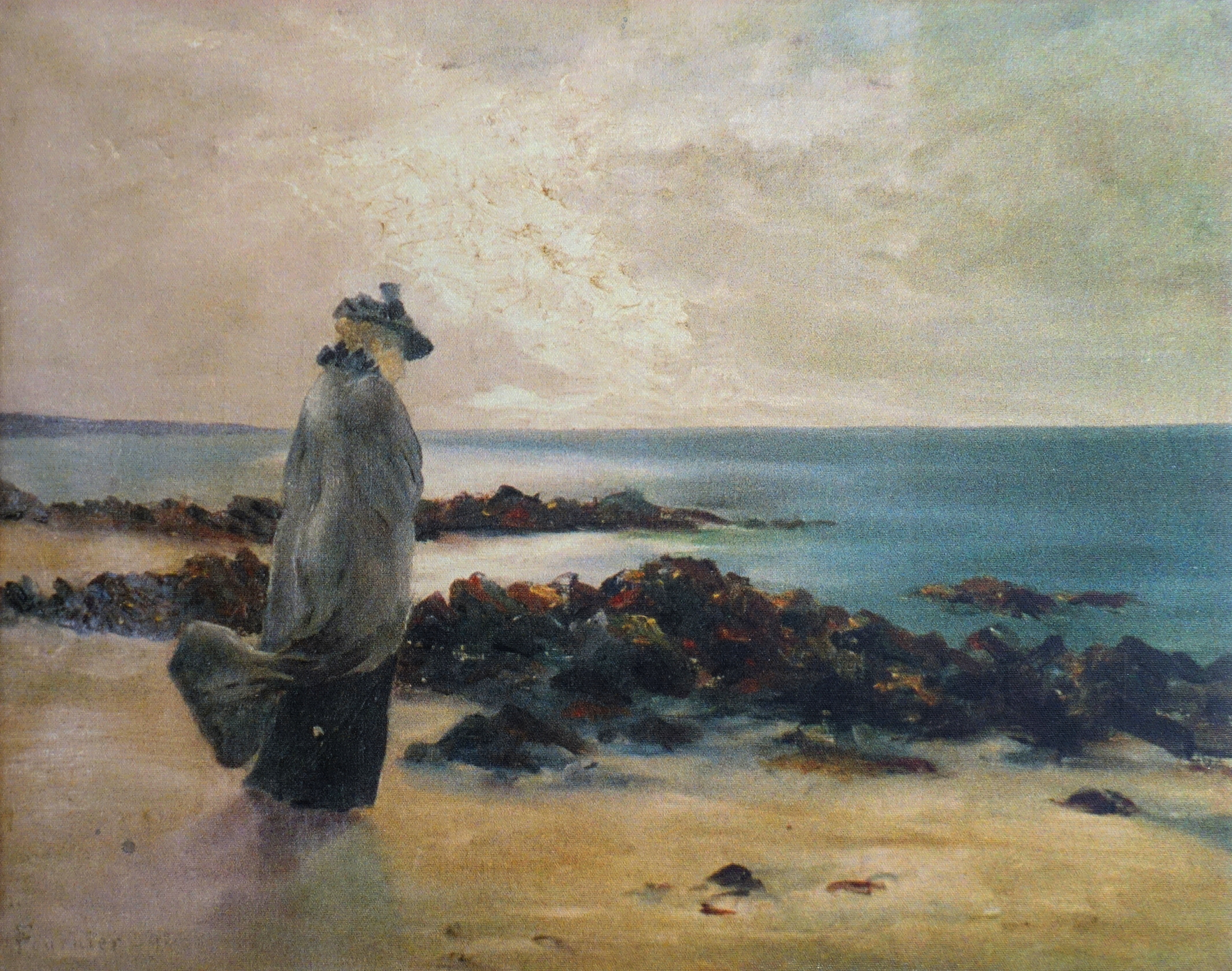
Concarneau, plage des Dames.

### Faïences
En tant que directeur de la faïencerie (Louis-Francois) Laurin à Bourg-la-Reine, il produit de nombreuses céramiques, faïences et cartons, certaines sont signées par ses initiales GF en plus de la signature B-la-R, qui est l’initiale de Bourg-La-Reine. Œuvre remarquable, fontaine en céramique de 2 mètres.  Il fut présent à l’exposition universelle de 1889 à Paris ou il exposa  des vases, des services de table et des carreaux de revêtement.  
Œuvre remarquable :
- Faïence Grande fontaine

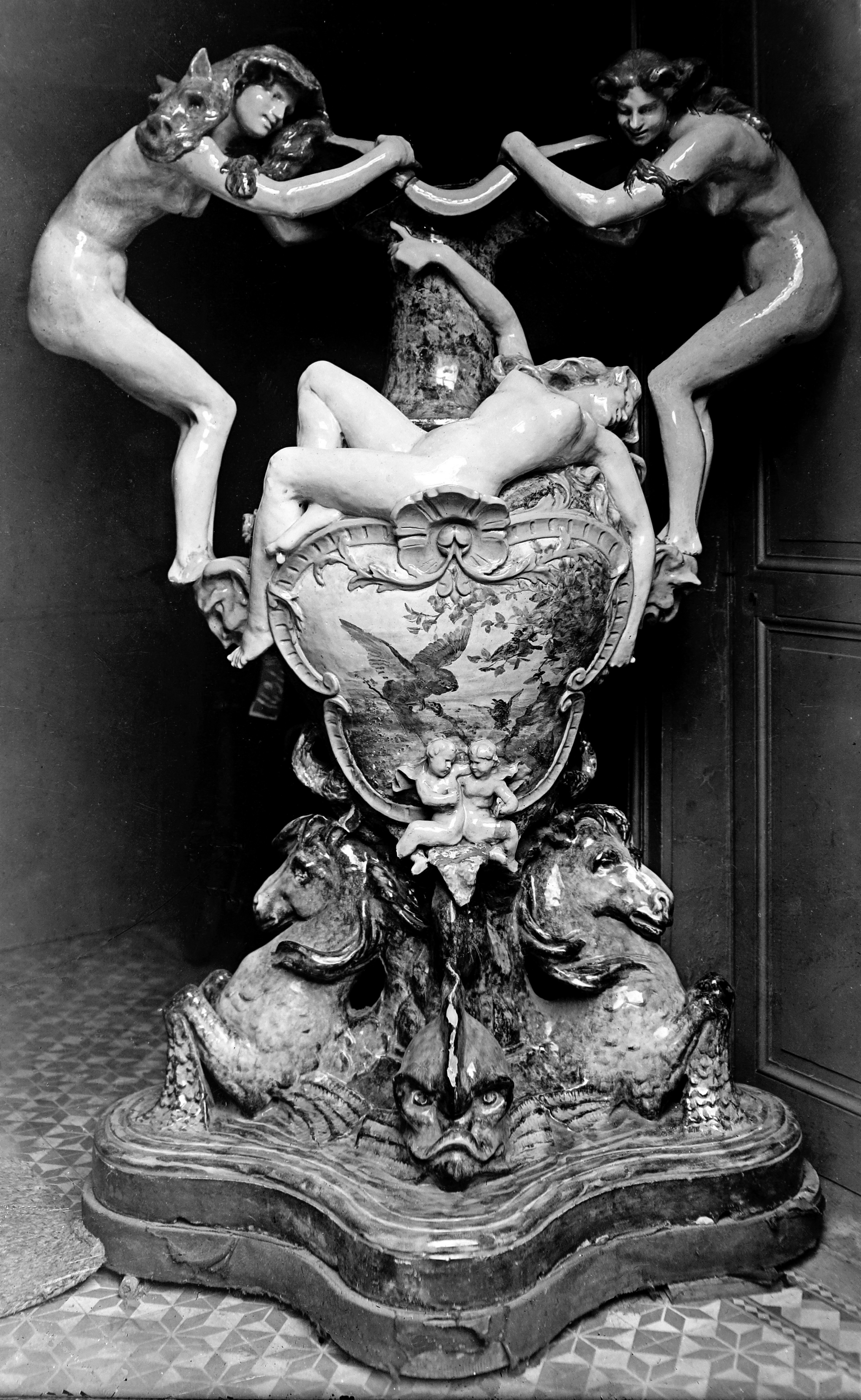
Grande fontaine en faïence.
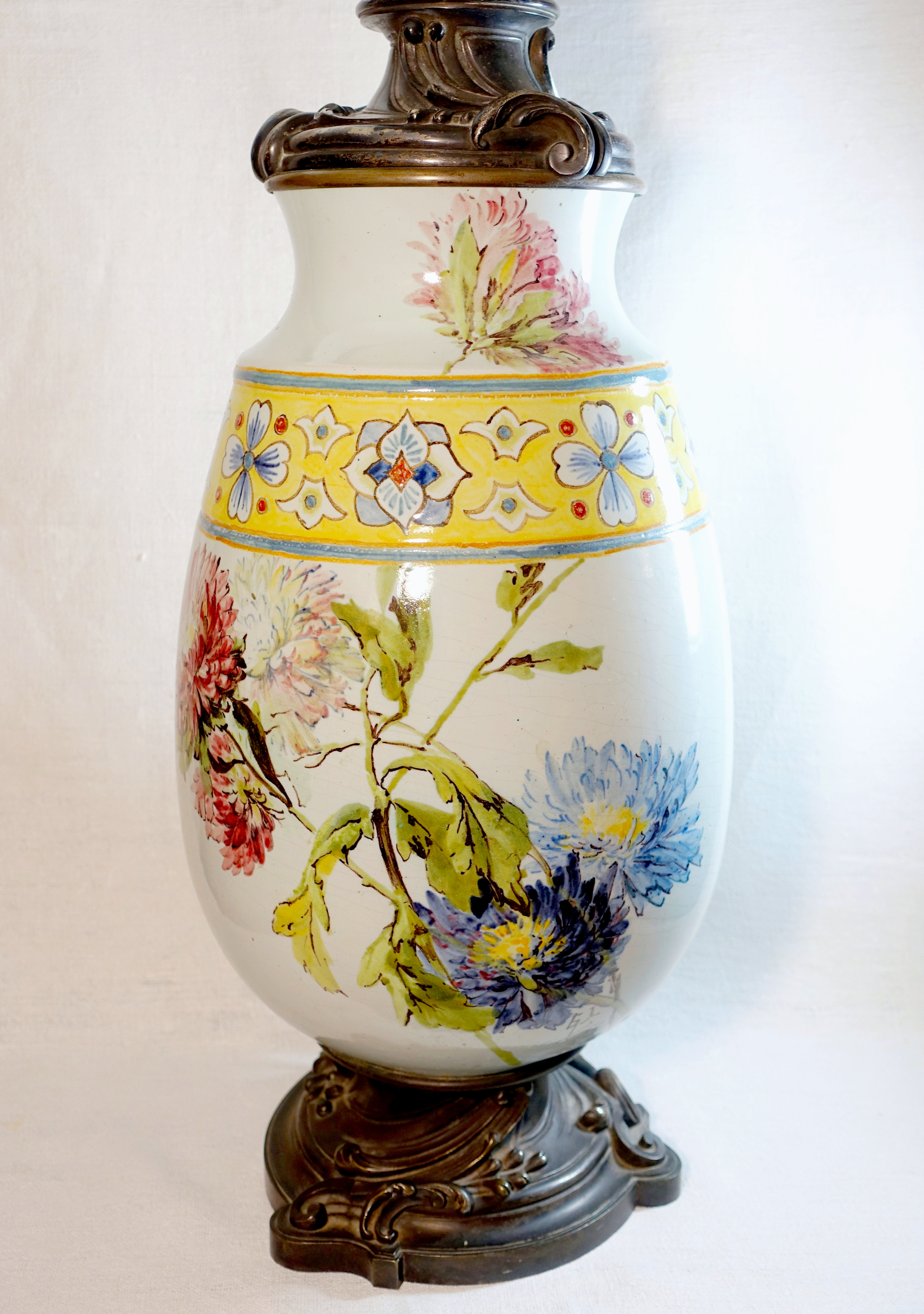
Lampe à pétrole signé GF.
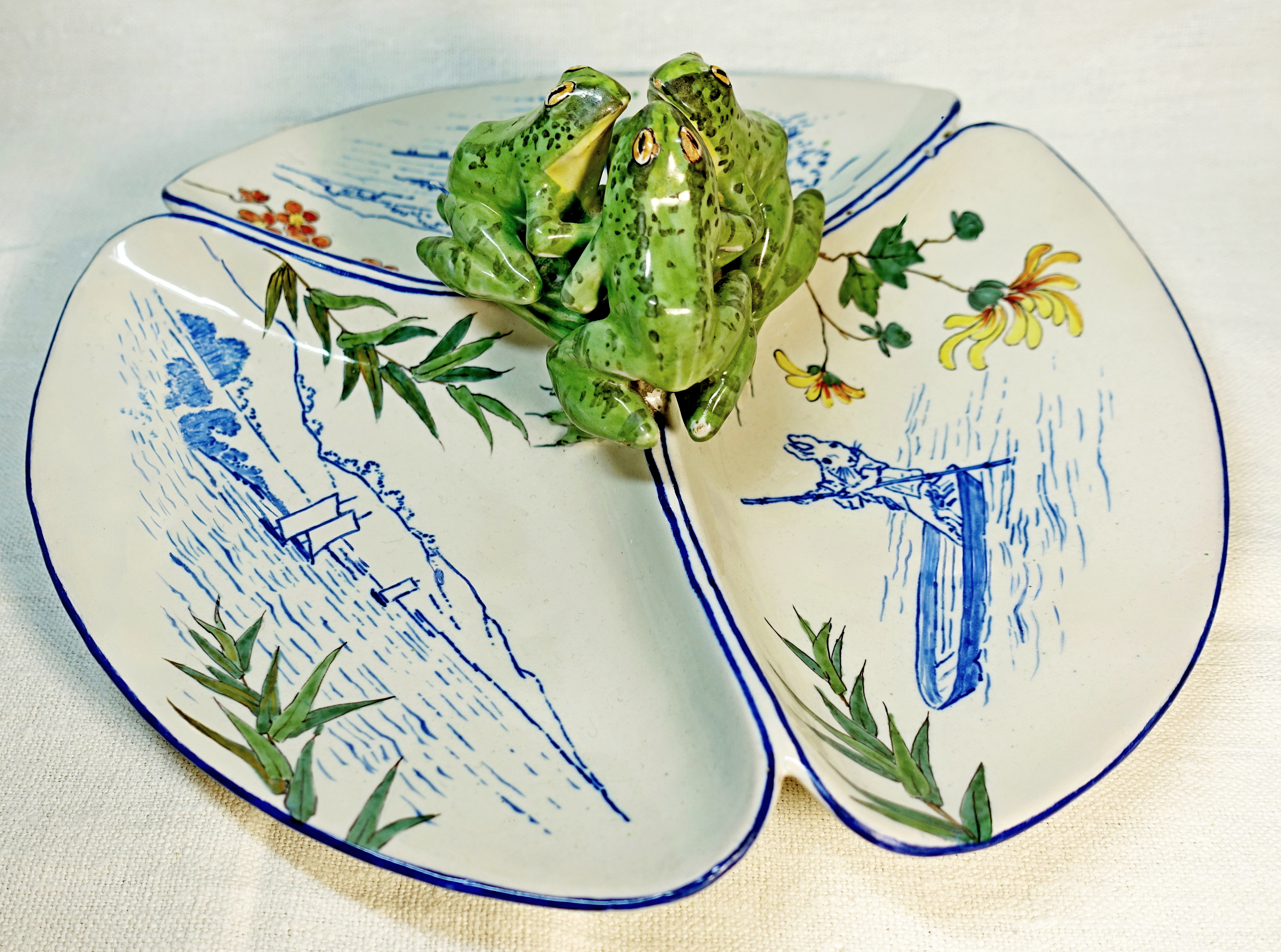
Plat aux grenouilles faïencerie de B-la-R.
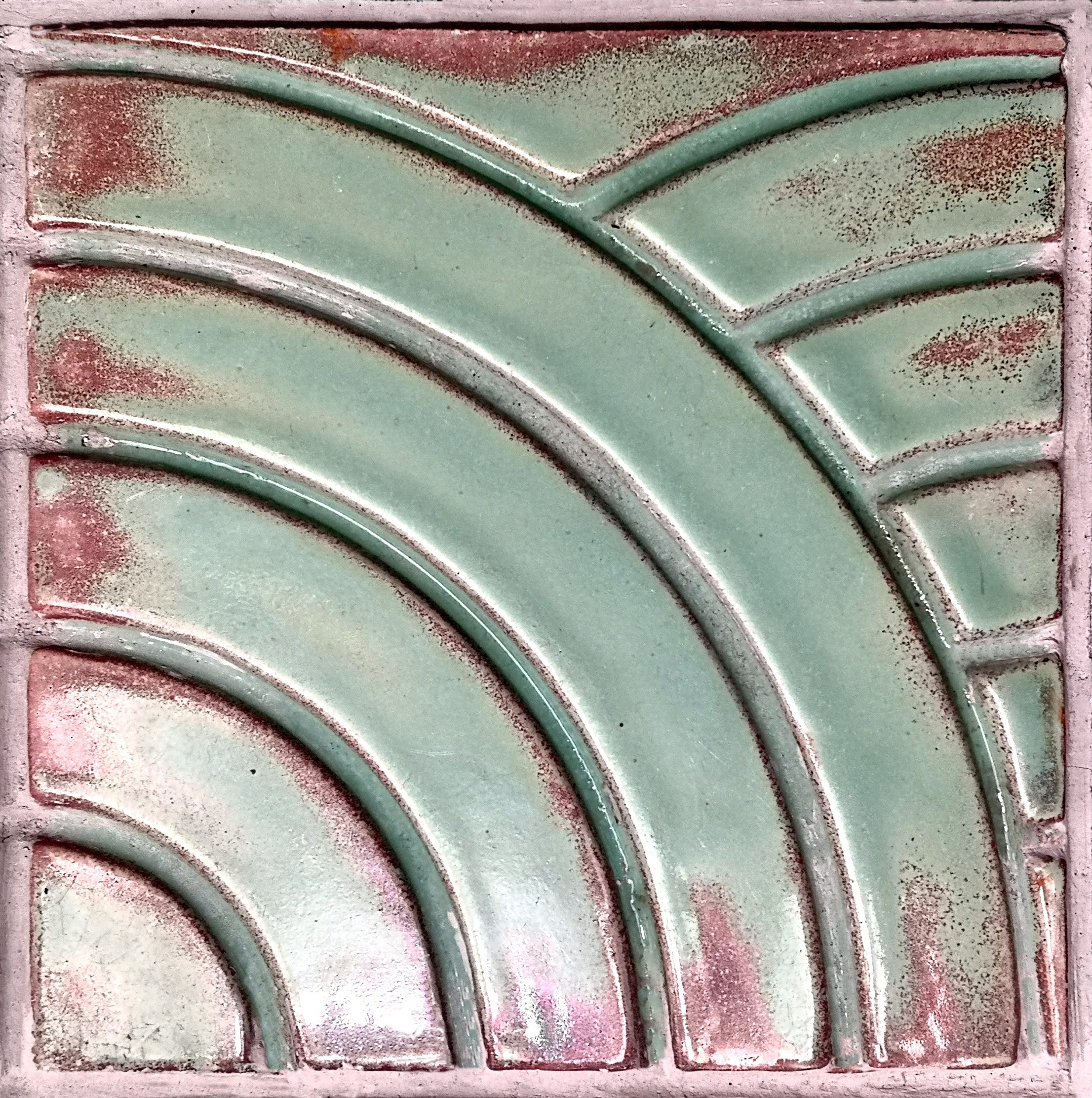
Faïence de revêtement provenant de la Villa Kerlann

## Salons
- Salon des indépendants :
  - 22e Salon de 1906
  - Exposition universelle de Paris de 1889